# Orange County Convention Center
L'Orange County Convention Center (OCCC) est un centre de convention inauguré le 27 février 1983 à Orlando en Floride. De par sa taille, il est le second plus grand centre de convention des états-Unis derrière le McCormick Place à Chicago. Il propose 7 000 000 pieds carrés (650 321 m2) dont 2 100 000 pieds carrés (195 096 m2) d'espace d'exposition. C'est le centre de convention accueillant le plus régulièrement la Star Wars Celebration.